# عنصر الكروم في أيض الجلوكوز
يزعم أن الكروم عنصر أساسي يشارك في تنظيم مستويات الجلوكوز في الدم داخل الجسم.، ومع ذلك، فقد شككت المراجعات الحديثة في ذلك.
يعتقد أنه يتفاعل مع مادة ربط الكروم منخفضة الوزن الجزيئي (LMWCr) لتضخيم عمل الأنسولين، اليوم لا يزال استخدام الكروم كمكمل غذائي لعلاج مرض السكري من النوع الثاني مثيرا للجدل؛ وذلك لأن معظم الدراسات السريرية التي أجريت حول الكروم قد أجريت فقط لفترات قصيرة من الزمن على مجموعات صغيرة من العينات، وأسفرت بدورها عن نتائج متغيرة، و لفهم الدور المحتمل الذي قد يلعبه الكروم في علاج مرض السكري من النوع الثاني بشكل أفضل، يجب إجراء تجارب طويلة الأجل للمستقبل.

## تاريخ
بدأت فكرة الكروم كمنظم محتمل لعملية التمثيل الغذائي للجلوكوز في الخمسينيات من القرن الماضي عندما أجرى والتر ميرتز وزملاؤه سلسلة من التجارب التي تتحكم في النظام الغذائي للفئران، أَخضع المجربون الفئران لنظام غذائي يعاني من نقص الكروم، وشهدوا عدم قدرة الكائنات الحية على الاستجابة بفعالية لزيادة مستويات الجلوكوز داخل الدم، ثم قاموا بتضمين "كلية الخنازير المتحللة بالحمض وخميرة البيرة" في النظام الغذائي لهذه الفئران، ووجدوا أن الفئران أصبحت الآن قادرة على أيض الجلوكوز بشكل فعال، و كانت كل من كلية الخنازير وخميرة البيرة غنية بالكروم، ومن هذه النتائج بدأت دراسة الكروم كمنظم لجلوكوز الدم.
ظهرت فكرة استخدام الكروم لعلاج مرض السكري من النوع الثاني لأول مرة في السبعينيات، أصيب المريض الذي يتلقى التغذية الوريدية الكاملة (TPN) بـ "علامات مرض السكري الشديدة"، وتم إعطاؤه مكملات الكروم بناءً على دراسات سابقة أثبتت فعالية هذا المعدن في تعديل مستويات الجلوكوز في الدم، تم إعطاء المريض الكروم لمدة أسبوعين وبحلول نهاية هذه الفترة الزمنية، زادت قدرته على استقلاب الجلوكوز بشكل ملحوظ؛ كما أنهم يحتاجون الآن إلى كمية أقل من الأنسولين ("انخفضت متطلبات الأنسولين الخارجية من 45 وحدة / يوم إلى لا شيء"). كانت هذه التجارب التي أجريت في الخمسينيات والسبعينيات من القرن الماضي هي التي مهدت الأساس للدراسات المستقبلية حول الكروم والسكري.
في عام 2005، وافقت إدارة الغذاء والدواء الأمريكية على مطالبة صحية مؤهلة لبيكولينات الكروم مع شرط صياغة ملصق محدد للغاية يتضمن التالي: "تشير إحدى الدراسات الصغيرة إلى أن بيكولينات الكروم قد تقلل من مخاطر مقاومة الأنسولين، وبالتالي قد تقلل من مخاطر داء السكري من النوع الثاني، استنتجت إدارة الغذاء والدواء الأمريكية، مع ذلك، أن وجود مثل هذه العلاقة بين بيكولينات الكروم ومقاومة الأنسولين أو داء السكري من النوع الثاني أمر غير مؤكد إلى حد كبير."، وفي عام 2010، تمت الموافقة على بيكولينات الكروم الثلاثي من قبل وزارة الصحة الكندية لاستخدامها في المكملات الغذائية وتضمنت بيانات الملصقات المعتمدة ما يلي : "يوفر الدعم لعملية التمثيل الغذائي الصحي للجلوكوز."  وفي عام 2010 وافقت هيئة سلامة الأغذية الأوروبية (EFSA) على الادعاءات بأن الكروم يساهم في التمثيل الغذائي الطبيعي للمغذيات الكبيرة والحفاظ على تركيز طبيعي للجلوكوز في الدم.
خلص استعراض عام 2016 للتحليلات التلوية إلى أنه في حين قد يكون هناك انخفاض متواضع في جلوكوز بلازما الصائم أو الهيموغلوبين الغليكوزيلاتي الذي يحقق أهمية إحصائية، نادرًا ما كانت التغييرات كبيرة بما يكفي لتتوقع أن تكون ذات صلة بالنتائج السريرية.

## الدراسات البشرية
بالنظر إلى نتائج أربعة تحليلات تلوية، أبلغ أحدهم عن انخفاض معتد به إحصائيًا في مستويات الجلوكوز في بلازما الصيام (FPG) واتجاه غير مهم في انخفاض الهيموجلوبين A1C (HbA1C)، أفاد تقرير ثانٍ عن نفس الشيء، أبلغ ثالث عن انخفاض كبير في كلا المقياسين، بينما أفاد رابع بعدم وجود فائدة لأي منهما. أدرجت مراجعة نُشرت في عام 2016، 53 تجربة سريرية عشوائية تم تضمينها في واحد أو أكثر من ستة تحليلات تلوية، وخلصت إلى أنه في حين قد يكون هناك انخفاض طفيف في FPG و / أو HbA1C التي تحقق أهمية إحصائية في بعض هذه التحليلات التلوية، فإن القليل من التجارب التي تحققت تتناقص بشكل كبير بما يكفي لتوقع أن تكون ذات صلة بالنتائج السريرية.

## آلية العمل المقترحة
إن طريقة العمل التي يساعد الكروم من خلالها في تنظيم مستويات السكر في الدم غير مفهومة جيدًا، في الآونة الأخيرة، تم اقتراح أن الكروم يتفاعل مع مادة ربط الكروم ذات الوزن الجزيئي المنخفض (LMWCr) لتحفيز عمل الأنسولين. يبلغ الوزن الجزيئي لـ LMWCr 1500 ، ويتكون فقط من أربعة بقايا من الأحماض الأمينية وهي الجلايسين والسيستين وحمض الأسبارتيك والغلوتامات، وهو عبارة عن قليل الببتيد موجود بشكل طبيعي تم تنقيته من عدة مصادر: كبد الأرانب، ومسحوق الكلى وكلى الخنازير، والكبد البقري، واللبأ، والكلاب، وكبد الجرذان والفأر ، ينتشر LMWCr على نطاق واسع في الثدييات، وهو قادر على ربط أربعة أيونات كروم بإحكام إن ثابت الربط لأوليجوببتيد هذا لأيونات الكروم كبير جدًا (K 1021 M − 4)، مما يشير إلى أنه قوي ومرتبط بإحكام، يوجد LMWCr في شكله غير النشط داخل العصارة الخلوية ونواة الخلايا الحساسة للأنسولين.
عندما ترتفع تراكيز الأنسولين في الدم، يرتبط الأنسولين بالوحدة الفرعية الخارجية لبروتينات مستقبلات الأنسولين، ويحدث تغييرًا في التكوين ينتج عن هذا التغيير الفسفرة الذاتية لبقايا التيروزين الموجودة على الوحدة الفرعية ß الداخلية للمستقبل، وبالتالي تنشيط نشاط كيناز المستقبل، تشير الزيادة في مستويات الأنسولين أيضًا إلى حركة مستقبلات الترانسفيرين من حويصلات الخلايا الحساسة للأنسولين إلى غشاء البلازما، يرتبط الترانسفيرين، وهو البروتين المسؤول عن حركة الكروم عبر الجسم، بهذه المستقبلات ويُستوعب من خلال عملية الادخال الخلوي، ينخفض بعد ذلك الرقم الهيدروجيني لهذه الحويصلات التي تحتوي على جزيئات الترانسفيرين (مما يؤدي إلى زيادة الحموضة) عن طريق عمل مضخات البروتون التي يحركها ATP، ونتيجة لذلك يتم إطلاق الكروم من الترانسفيرين، ثم يتم عزل الكروم الحر داخل الخلية بواسطة مادة ربط الكروم ذات الوزن الجزيئي المنخفض LMWCr، يؤدي ارتباط LMWCr بالكروم إلى تحويله إلى شكله المجسم أو النشط، وبمجرد تنشيطه ، يرتبط LMWCr بمستقبلات الأنسولين ويساعد في الحفاظ على نشاط التيروزين كيناز لمستقبلات الأنسولين وتضخيمه في إحدى التجارب التي تم إجراؤها على الكبد البقري، تم تحديد أن LMWCr يمكنه تضخيم نشاط مستقبلات بروتين كينيز بما يصل إلى سبعة أضعاف في وجود الأنسولين،علاوة على ذلك، تشير الدلائل إلى أن عمل LMWCr يكون أكثر فاعلية عندما يرتبط بأربعة أيونات كروم.
عندما يتم إيقاف مسار إشارات الأنسولين، تسترخي مستقبلات الأنسولين الموجودة على غشاء البلازما وتصبح غير نشطة، يُطرد holo-LMWCr من الخلية ويخرج في النهاية من الجسم عن طريق البول ، لا يمكن تحويل LMWCr مرة أخرى إلى خامل بسبب تقارب الارتباط العالي لقليل الببتيد هذا مع أيونات الكروم الخاصة به، حاليًا الآلية التي يتم من خلالها استبدال apo-LMWCr داخل الجسم غير معروفة.